# Nabeshima Naooki
Nabeshima Naooki est un nom japonais traditionnel ; le nom de famille (ou le nom d'école), Nabeshima, précède donc le prénom (ou le nom d'artiste).
Nabeshima Naooki (鍋島 直興, 1er août 1730-15 juillet 1757) est un daimyo du milieu de l'époque d'Edo, à la tête du domaine de Hasunoike dans la province de Hizen (moderne préfecture de Saga). Il est également connu sous le nom « Un'an Dōnin » (雲菴道人, Un'an dōnin).
Naooki reçoit le titre de Kai no kami en 1750.

## Source de la traduction
- (en) Cet article est partiellement ou en totalité issu de l’article de Wikipédia en anglais intitulé « Nabeshima Naooki » (voir la liste des auteurs).